# Магда Карнечи
Магда Карнечи (на румънски: Magda Cârneci) е румънска изкуствоведка, журналистка публицистка, преводачка, поетеса и писателка на произведения лирика и документалистика. Пише до 1989 г. под псевдонима Магдалена Гика (Magdalena Ghica).

## Биография и творчество
Магда Карнечи е родена на 28 декември 1955 г. в село Гърлени, окръг Бакъу, Румъния, в семейството на Раду Карнечи, поет, публицист и преводач, и Емилия Романюк, инженер по лесовъдство.
Завършва през 1979 г. Факултета по изкуствознание и теория на Института за изящни изкуства „Н. Григореску" в Букурещ. По време на студентските си години посещава литературните кръгове „Амфитеатър“ и „Сенакъл в понеделник“ в Букурещ, воден от критика Николае Манолеску. Получава и множество аспирантски и докторантски стипендии за научни изследвания в чужбина (Гети 1994, Сорос 1996, Европейска общност 1997, Фулбайт 1999 – 2000). През 1997 г. получава докторска степен по история на изкуството в „Ecole des Hautes Etudes en Sciences Sociales“ в Париж. През 1998 г. специализира в Института по история на изкуството към Университета в Рочестър.
След дипломирането си работи като научен изследовател в Института по история на изкуството в Букурещ и като председател на борда на Международния център за съвременно изкуство в Букурещ и е съдиректор на художественото списание. В периода 2001 – 2005 г. е гост-лектор в Института за национални езици и цивилизации на ориенталите в Париж. В периода 2007 – 2010 г. ръководи Румънския културен институт в Париж. След това е доцент в Националния университет по изкуствата в Букурещ, културен редактор в „Revista 22“ и главен редактор на списанието за визуални изкуства „ARTA“ в Букурещ.
Прави своя поетичен дебют през 1975 г. в списание „România literară“ под псевдонима Магдалена Гика. Публикува множество стихотворения в литературни списания в страната и в различни международни поетични списания като „Visions International“ САЩ, „Orte“ Швейцария, „Quadrant“ Австралия, „Exquisite Corpse“ САЩ, „Action Poétique“ Париж, „Cumhuriyet Kitap Sayi“ Истанбул, и др.
Първата ѝ книга, стихосбирката „O tăcere asurzitoare“ (Глуха тишина), е издадена през 1985 г.
След Революцията от декември 1989 г. се включва активно в политическата и културна румънска сцена. Тя е основател и председател на Групата за социален диалог, член е и президент на ПЕН клуба на Румъния, член е на Съюза на румънските писатели от 1990 г. и член-основател на Румънската асоциация на професионалните писатели.
През 2000 г. е удостоена с националния орден „За заслуги“ в ранг на рицар „за изключителни художествени постижения и за популяризиране на културата, на Националния ден на Румъния“.
Магда Карнечи живее със семейството си в Букурещ.

## Произведения

### Поезия
- O tăcere asurzitoare (1985)
- Haosmos (1992)
- Psaume (1997) – на френски език
- Poeme/ Poems (1989) – на румънски и английски език
- Poeme politice (2000)
- Haosmos şi alte poeme (2000) – антология
- Le paradis poétique ()
- Chaosmos. Gedichten (2004) – на холандски език
- Chaosmos. Poems (2006)
- Trois saisons poetique (2008)
- Peau-ésie, carte bibliografică cu Wanda Mihuleac (2008)
- Poeme TRANS (2012)
- Oh, meine Generation (2020) – на немски език

### Проза
- FEM (2011) – роман

### Документалистика

#### Монографии
- Ion Ţuculescu (1985)
- Lucian Grigorescu (1989)

#### Есета
- Arta anilor’80. Texte despre postmodernism (1996)
- Art of the 1980s in Eastern Europe. Texts on Postmodernism (1999)
- Artele plastice în România 1945 – 1989 (2000)
- Art et pouvoir en Roumanie 1945 – 1989 (2007)
- Artele plastice în România 1945 – 1989. Cu o addenda 1990 – 2010 (2013)